# Granica łotewsko-rosyjska

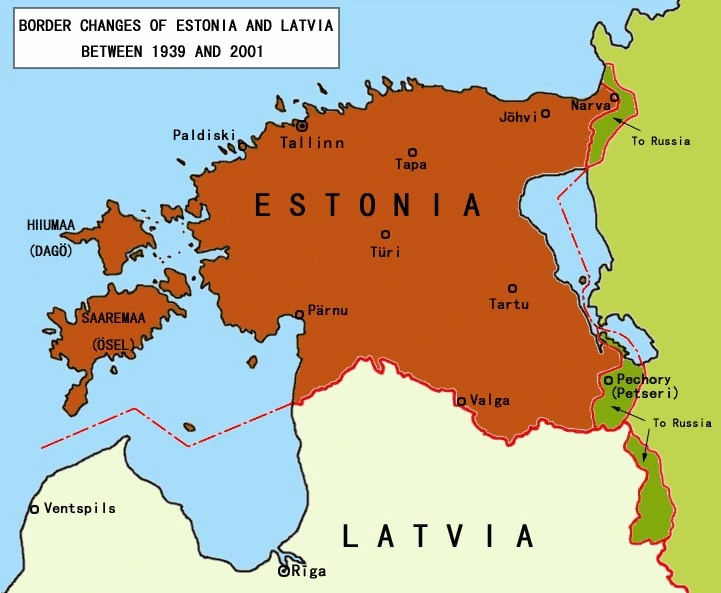
Zmiany terytorialne Łotwy i Estonii

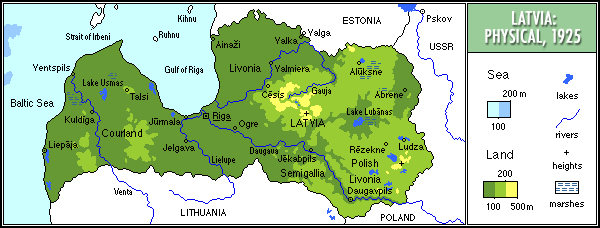
Łotwa w okresie międzywojennym

Granica łotewsko-rosyjska – granica lądowa pomiędzy Łotwą i Rosją. W latach 1922–1940 i przez kilka miesięcy w 1991 roku (pomiędzy odłączeniem się Łotwy od ZSRR, a jego ostatecznym rozpadem) była to granica łotewsko-sowiecka. Współczesny przebieg granicy nie pokrywa się z przebiegiem przedwojennym. 

## Formowanie się granicy
W latach 1918–1920 pomiędzy Rosją bolszewicką i Łotyszami trwała łotewska wojna o niepodległość. Zakończyła się ona traktatem ryskim podpisanym 11 sierpnia 1920 roku, który uznawał istnienie Łotwy i ustalał granicę między państwami.
W 1940 ZSRR anektował Łotwę tworząc Łotewską Socjalistyczną Republikę Radziecką. Państwo odzyskało niepodległość w 1991. Przez kilka miesięcy Łotwa znów graniczyła z ZSRR, ponieważ Łotwa wystąpiła ze Związku Radzieckiego kilka miesięcy wcześniej niż Rosja. Granica ta nie w pełni pokrywa się z granicą przedwojenną (patrz mapa poniżej). Formalnie w 1946 roku włączono do RFSRR rejon Abrene (ros. Pytałowo). Łotwa ostatecznie 27 marca 2007 roku zrezygnowała z pretensji terytorialnych do rejonu Pytałowo (Abrene).

## Przebieg granicy
Na północy granica rozpoczyna się na trójstyku z granicami estońsko-łotewską i estońsko-rosyjską. Na południu kończy się na trójstyku z granicami białorusko-łotewską i białorusko-rosyjską.
Przygraniczne powiaty łotewskie:
- Alūksnes novads
- Viļakas novads
- Baltinava novads
- Kārsavas novads
- Ciblas novads
- Ludzas novads
- Zilupes novads

Przygraniczne obwody rosyjskie:
- obwód pskowski